# Flappy bird
Flappy Bird — мобільна гра для платформ iOS і Android розроблена в'єтнамським розробником Донг Нгуєном (англ. Dong Nguyen). Гра була випущена 24 травня 2013, а 10 лютого 2014 видалена самим розробником з App Store і Google Play.

## Ігровий процес
Гравець керує польотом пташки, яка рухається між рядами перешкод у вигляді вертикальних зелених труб, що утворюють тунель складної форми. При зіткненні з ними гра завершується. Пташка летить вперед сама, управління здійснюється торканням до екрана — тоді пташка змахує крилами і робить невеликий ривок вгору. В іншому разі пташка не махає крилами і падає. За кожний успішний проліт між двома трубами зараховуються очки.

## Вихід
Спочатку Flappy Bird була випущена 24 травня 2013 року з підтримкою iPhone 5.Як наслідок гра була оптимізована для iOS 7 в вересні 2013 року. В січні 2014 року гра очолила список безкоштовних додатків в американському та китайському App Store, в тому ж місяці й в британському App Store, де рекламувалась, як "нова Angry Birds".На початку 2014 року видавництво The Verge повідомило, що розробники заробляли $50 000 за рекламу всередині додатку.

## Відгуки
Flappy Bird отримала різні відгуки від критиків. На сайті Metacritic отримала в середньому 52 з 100,на основі відгуків від семи критиків.
Технологічний редактор Patrick O'Rourke з сайту Canada.com написав, що ненавидить Flappy Bird "абсолютну жахливу відеогру" і що це "одна з найжахливіших ігор, в яку я коли-небудь грав", і підозрює, що люди перестають грати, тому що "це відстій" .Більш позитивний відгук прийшов від Дженіфер Вайтсайд з Amongtech.com, котра припустила, що ця гра може затьмарити Candy Crush Saga як найпопулярніша гра 2014 року у зв'язку зі звиканням та ажіотажем навколо гри.